# أوسيولا
أوسيولا (بالإنجليزية: Osceola)‏ هو زعيم هندي لقبائل السيمينول كان طرفا في حرب السيمينول الثانية.
ولد في جورجيا حوالي العام 1804 (ويعرف أيضا باسم أبيه الإنكليزي باول) ورحل من جورجيا إلى ليقود الشباب الهنود لمعارضة اتفاقية بينز لاندينغ عام 1832 عندما وافق بعض الزعماء على الذهاب إلى الأراضي غرب نهر ميسيسيبيي وقام هو ومجموعة من أشجع رجاله بقتل تشارلي إيمانلا وهو الزعيم استعد للهجرة مع شعبه وكذلك قتل وايلي تومبسون عميل الولايات المتحدة في أرض الهنود وكان ذلك في فورت كينغ.
كان أحد قادة الحرب التي بدات عندما حاولت حكومة الولايات المتحدة طرد الهنود من قبائل السيمينول إلى الأراضي الجديدة ولسنتين أخرى ين حاول الجيش الأمريكي سحق تمرد السيمينول الذينى تراجعوا حتى إفرغلايدز وقاموا بهجمات عكسية وأخذوا يطبقون تكتيكات لحرب العصابات.
في أكتوبر 1837 ذهبوا لسانت أغسطين لعقد هدنة مع الجنرال توماس جيسوب هو ومجموعة زعماء آخرين لكن الجنرال أمر بالقبض عليهم وسجنهم وتم نقل أوسيولا إلى حصن مولتري في تشارلستون، كارولاينا الجنوبية حيث مات يوم 30 يناير 1838 واستمرت الحرب بعده حتى عام 1842 ولكن بشكل متقطع بعد موته.